# Port lotniczy Ewo
Port lotniczy Ewo – port lotniczy położony w Ewo, w Republice Konga.